# Möhringen-Vorstadt
Möhringen-Vorstadt (auch Möhringer Vorstadt) ist ein Stadtteil von Tuttlingen, der mit dem Stadtgebiet Tuttlingens zusammengebaut ist, sich aber auf Möhringer Gemarkung befindet.

## Lage
Die Möhringer Vorstadt befindet sich im Donautal am Fuße des Witthohs.

## Verkehr
Die Bahnstrecke Plochingen–Immendingen zertrennt das Gebiet in zwei Hälften. Neben einem Teil des Tuttlinger Bahnhofs befindet sich der Haltepunkt „Tuttlingen Gansäcker“ in Möhringen-Vorstadt, der vom Ringzug bedient wird. Zusätzlich ist es durch die Stadtbuslinie 1 angebunden. Außerdem durchzieht die Bundesstraße 311, die im Jahr 2009 neu trassiert wurde, die Vorstadt.

## Geschichte
Die Besiedlung der Möhringer Vorstadt geschah vor allem in den 1960er und 1970er Jahren aufgrund der stark ansteigenden Bevölkerungszahl von Tuttlingen. Seit 1996 gibt es die Fasnachtsgruppe Wollhansele Möhringen Vorstadt.
Eine Besonderheit ist, dass die Vorstadt früher zu Baden gehört hat, während Tuttlingen württembergisch war. An diese Tatsache erinnert jährlich an Fasnet ein Schild.

### Evangelische Kirche
Da Tuttlingen ursprünglich evangelisch ist (im Gegensatz zum katholischen Möhringen), ist die Mehrheit der Vorstädter evangelischen Glaubens. Bis 1983 war die Vorstadt in die Pfarrei Immendingen durch die evangelische Kirche in Möhringen integriert. 1982 bekam Möhringen eine eigene Pfarrei und 1984 wurde dann ein eigenes Pfarrhaus mit einem weiteren Gemeindehaus in Möhringen-Vorstadt gebaut.

## Heutige Situation
Die Möhringer Vorstadt verfügt mit dem Industriegebiet „Gänsäcker“ über das größte Industriegebiet der Gesamtstadt Tuttlingen. Dort befinden sich viele Chirurgiebetriebe (Synthes, Smith & Nephew und Henke-Sass, Wolf) und Einkaufsläden. Rieker und Trigema haben ein gemeinsames Outlet-Center.
Wasser und Strom werden von den Stadtwerken Tuttlingen geliefert.
Die Möhringer Vorstadt verfügt über einen städtischen Kindergarten.
Koordinaten: 47° 57′ 56,2″ N, 8° 47′ 8,8″ O